# Philip Turnor
Philip Turnor (né à Laleham, Middlesex, en 1751 et mort vers 1800) est un cartographe, astronome et explorateur britannique.

## Biographie
Engagé en avril 1778 par la Compagnie de la Baie d'Hudson comme arpenteur et topographe, il arrive à Fort York en août. Il explore la zone du fort puis est envoyé en Saskatchewan et en Ontario et, en 1790, visite la zone du lac Athabasca. Il est en 1790-1792 le professeur de David Thompson.
Rentré en Angleterre en 1792, il serait mort entre le 4 décembre 1799 et le 26 mars 1800.

## Hommages
- Une variété unique de saule du lac Athabasca, Turnor's willow a été nommée en son honneur.
- Il fait partie de la liste des personnes d'importance historique nationale.

## Œuvres
- Journals of Samuel Hearne and Philip Turnor between the years 1774 and 1792, avec Samuel Hearne, publié en 1969